# 大府インターチェンジ
大府インターチェンジ（おおぶインターチェンジ）は、愛知県大府市と東海市にまたがる、伊勢湾岸自動車道のインターチェンジ (IC)である。

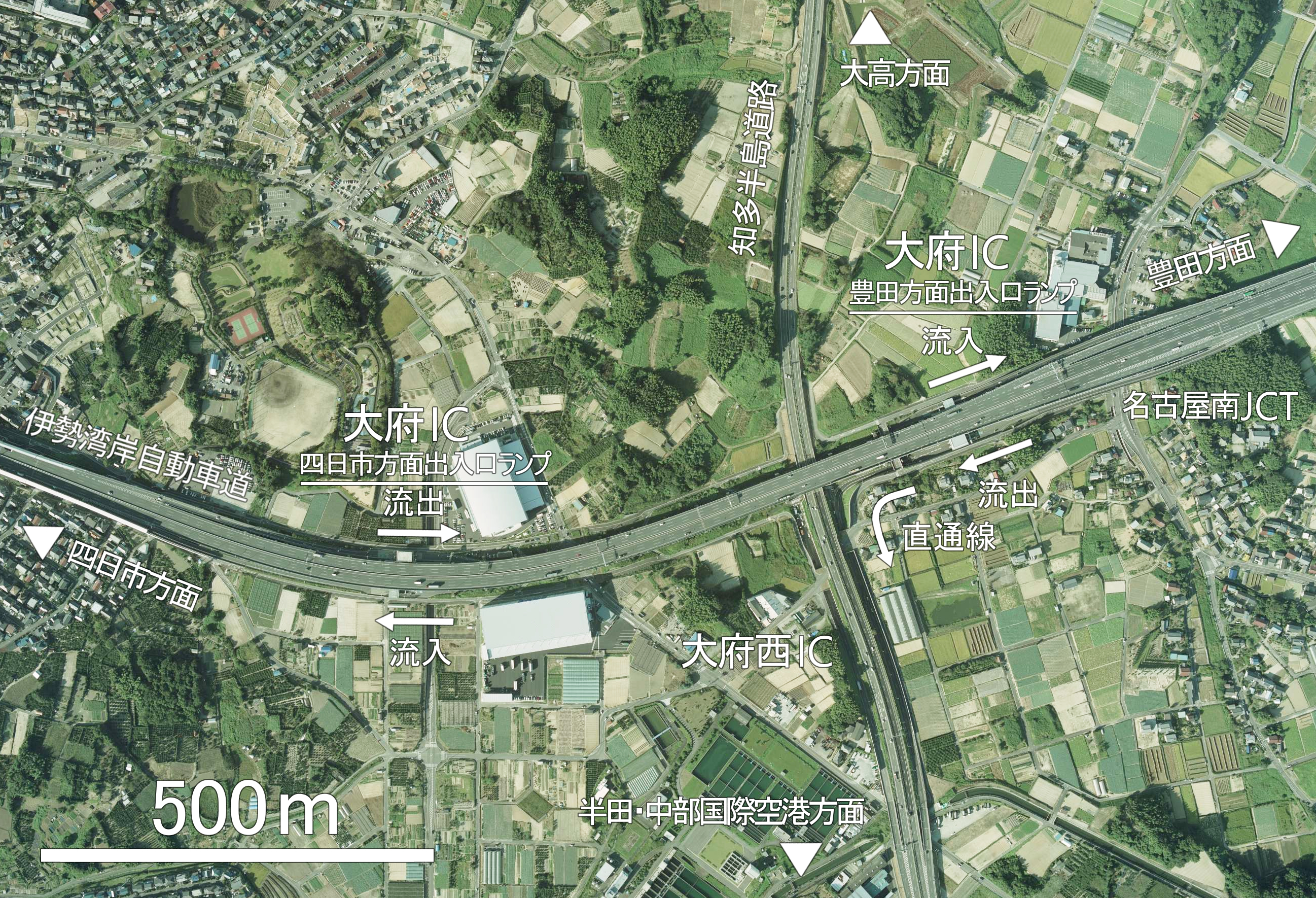
大府IC付近の上空からの画像。
出典：『国土交通省「国土画像情報（カラー空中写真）」（配布元：国土地理院地図・空中写真閲覧サービス）』

## 概要
大府ICはダイヤモンド型インターチェンジであるため、伊勢湾岸自動車道と直角交差する知多半島道路を挟んで西側に四日市JCT方面への入口と同方面からの出口が、東側に豊田JCT方面への入口と同方面からの出口が配置されている
。
東側出入口は名古屋南JCTと一体となっているため、本線に入らずに名二環・名古屋高速3号大高線と相互利用が可能である（但し、この構造の関係上豊田方面から大府ICで降りる場合は名古屋南JCTで側道に入る必要がある）。
大府ICと知多半島道路大府西ICは直接つながっておらず、国道302号に一旦流出してからの接続となる。ただし、豊田方面からの流出に限り、出口料金所通過後、大府西ICへの直通線を通って連絡する。

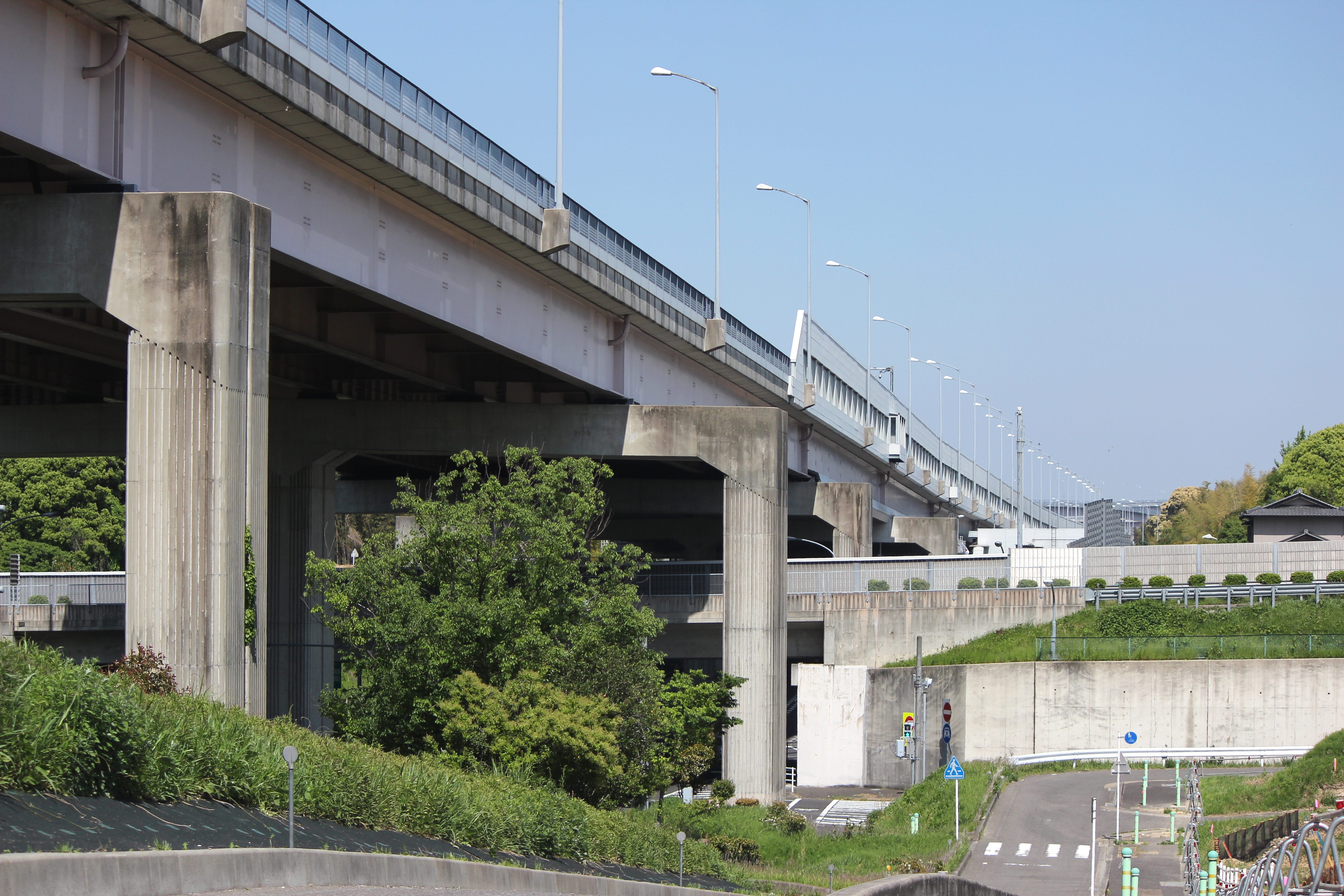
インター付近。伊勢湾岸自動車道と知多半島道路が直角交差する。
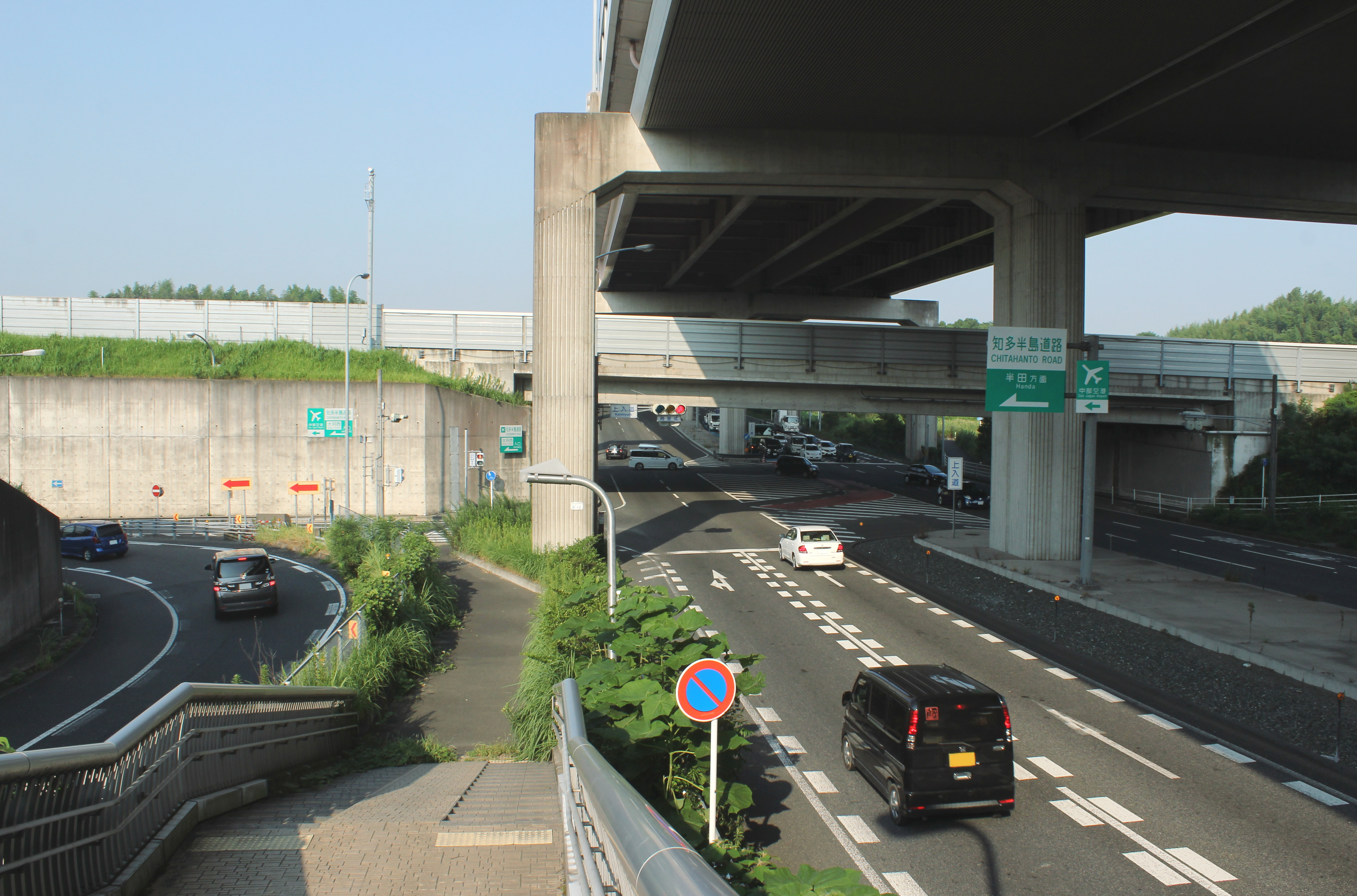
豊田方面からの流出に限り、国道302号へ流出することなく知多半島道路へ直通可能（左のカーブが直通線、右は国道302号）。
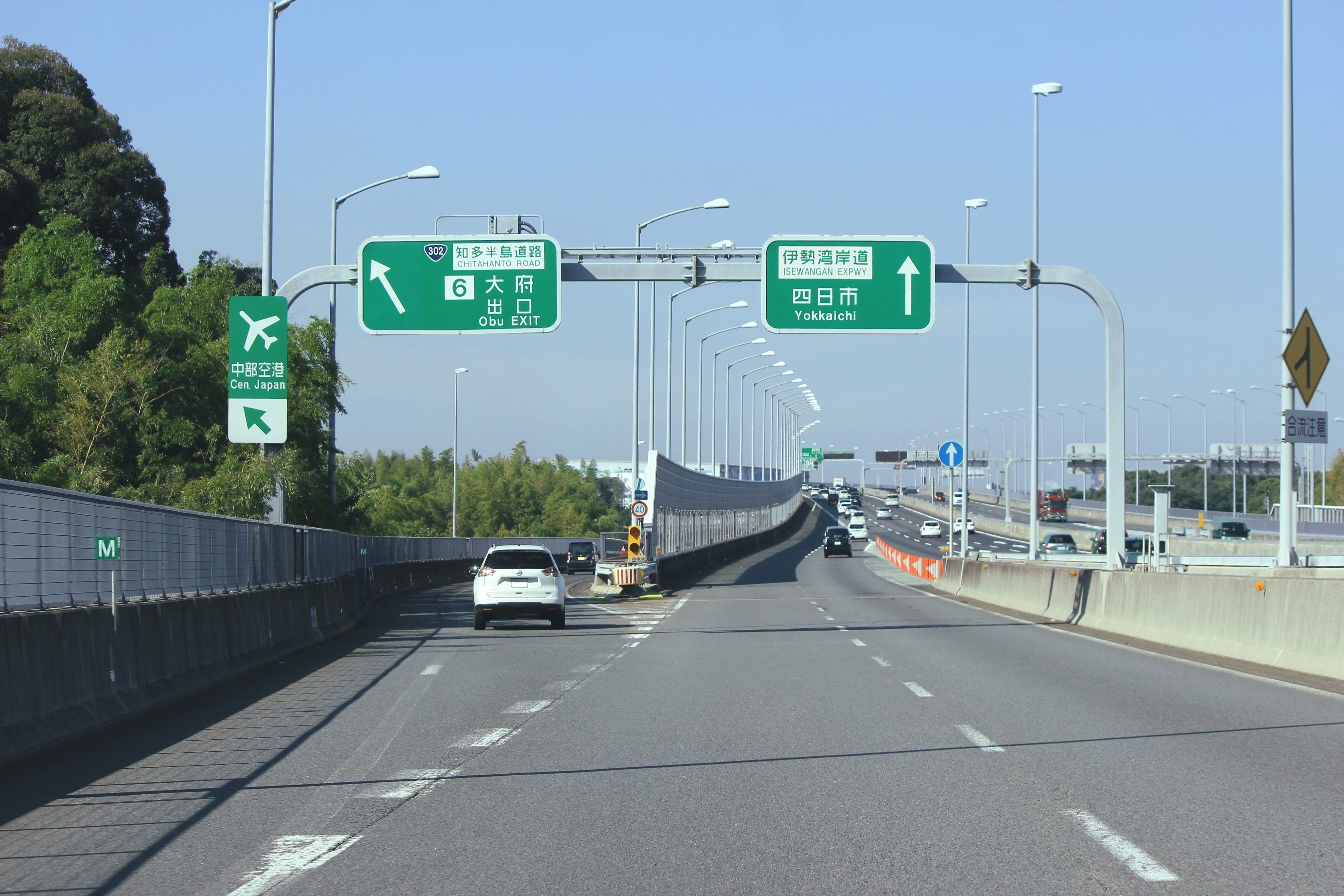
名古屋南JCTの側道に存在する大府IC出口（右側が伊勢湾岸道本線四日市JCT方面行き）

## 歴史
- 1998年（平成10年）3月30日：四日市方面出入口開通[3]。上りは大府終点であった[4]。
- 2001年（平成13年）3月30日：名古屋南IC - 大府IC間の上り線が開通[5]。
- 2003年（平成15年）
  - 3月23日：豊明IC - 名古屋南IC間が開通したが[6][7]大府IC豊明方面の出入口開設は見送られた。
  - 12月25日：豊田南IC - 豊明IC間の延伸に伴い、大府IC豊田方面出入口開通[8][9]。

## 周辺
- 東海市役所上水道上野ポンプ場

## 接続する道路
- 直接接続
  - 国道302号
- 間接接続
  - E87 知多半島道路大府西IC（伊勢湾岸自動車道豊田方面から知多半島道路乗り入れのみ直接接続）
  - 国道23号名四国道
  - 愛知県道248号名和大府線[3]

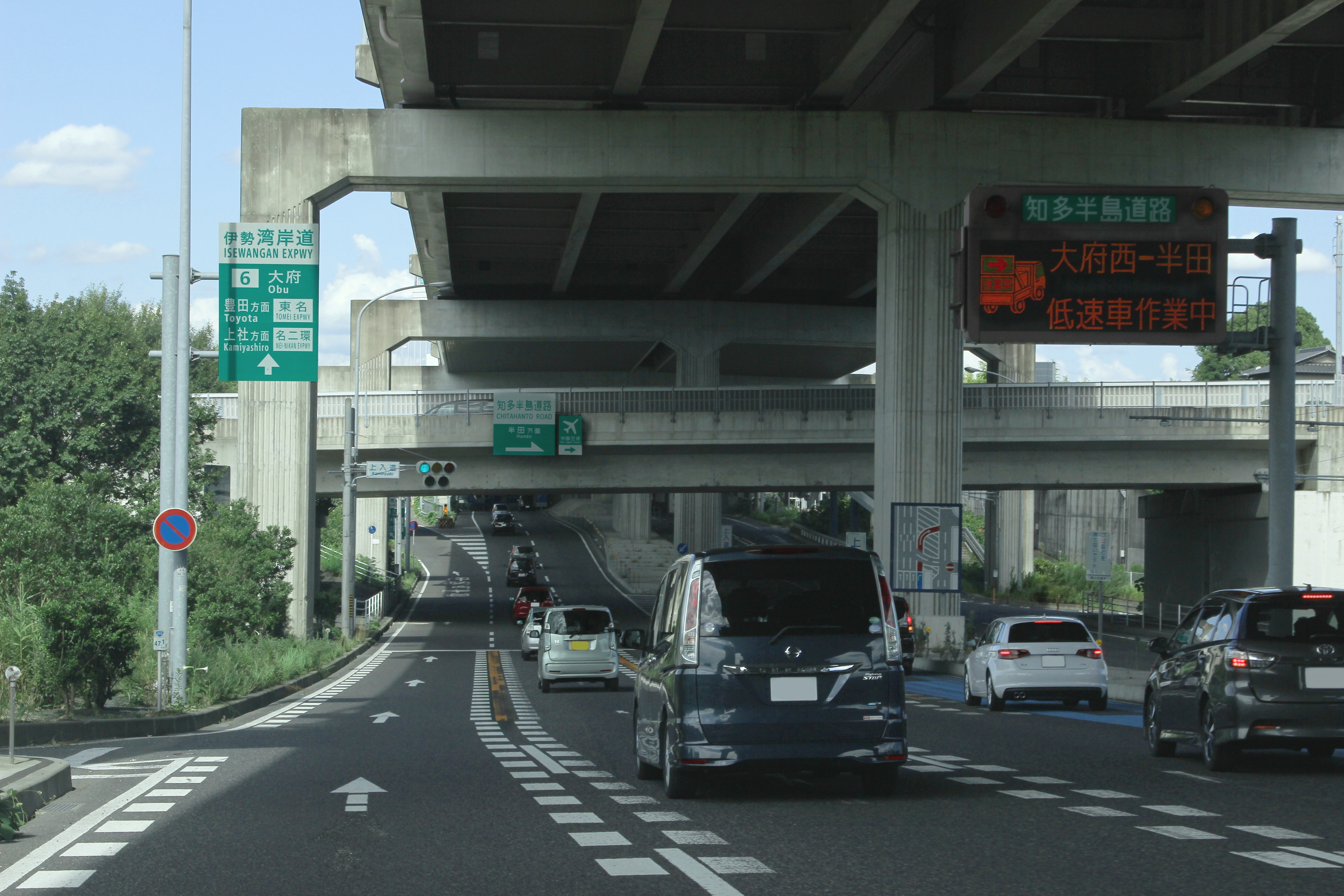
四日市方面から知多半島道路に乗り入れる場合は大府ICで国道302号に流出のうえ上入道交差点を右折する。
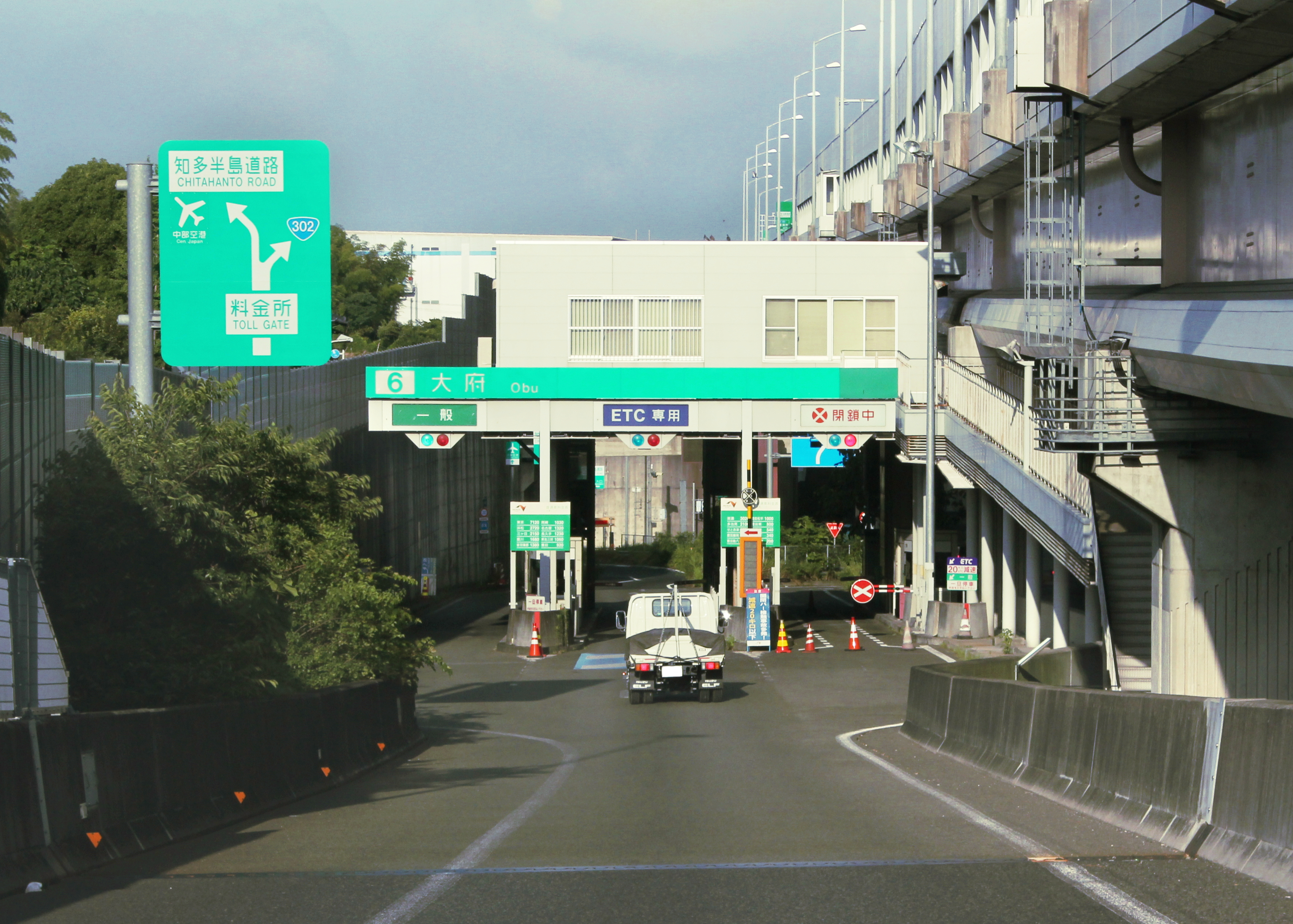
東側出口料金所へのランプウェイ。国道302号東海方面の他、知多半島道路への直接の連絡口となっている。
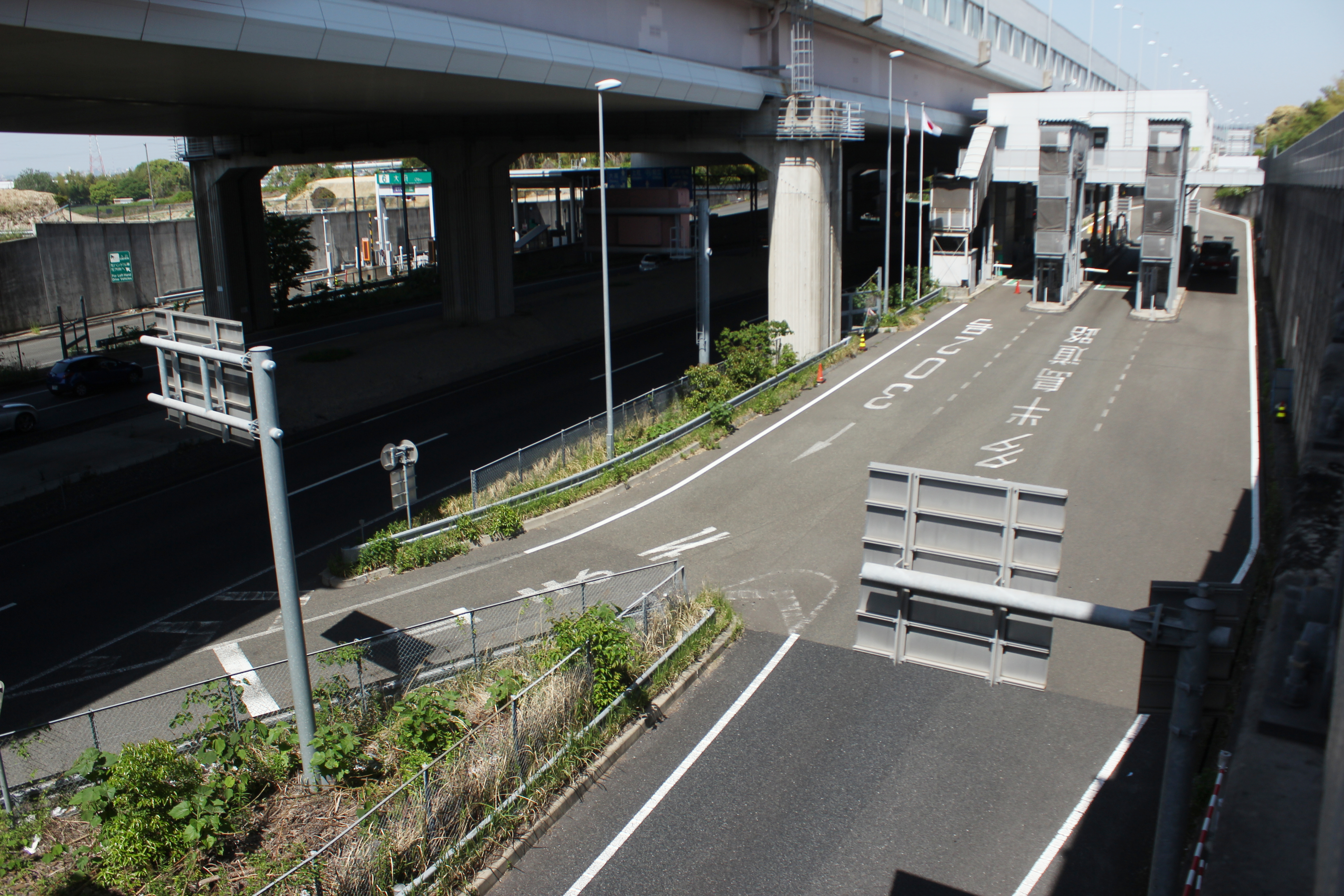
東側出口料金所通過後、右に国道302号への流出路、直進方向に大府西ICへの連絡路が現れる。

## 料金所
レーン運用は、時間帯やメンテナンスなどの事情によって変更される場合がある。

### 第一料金所（豊田方面）

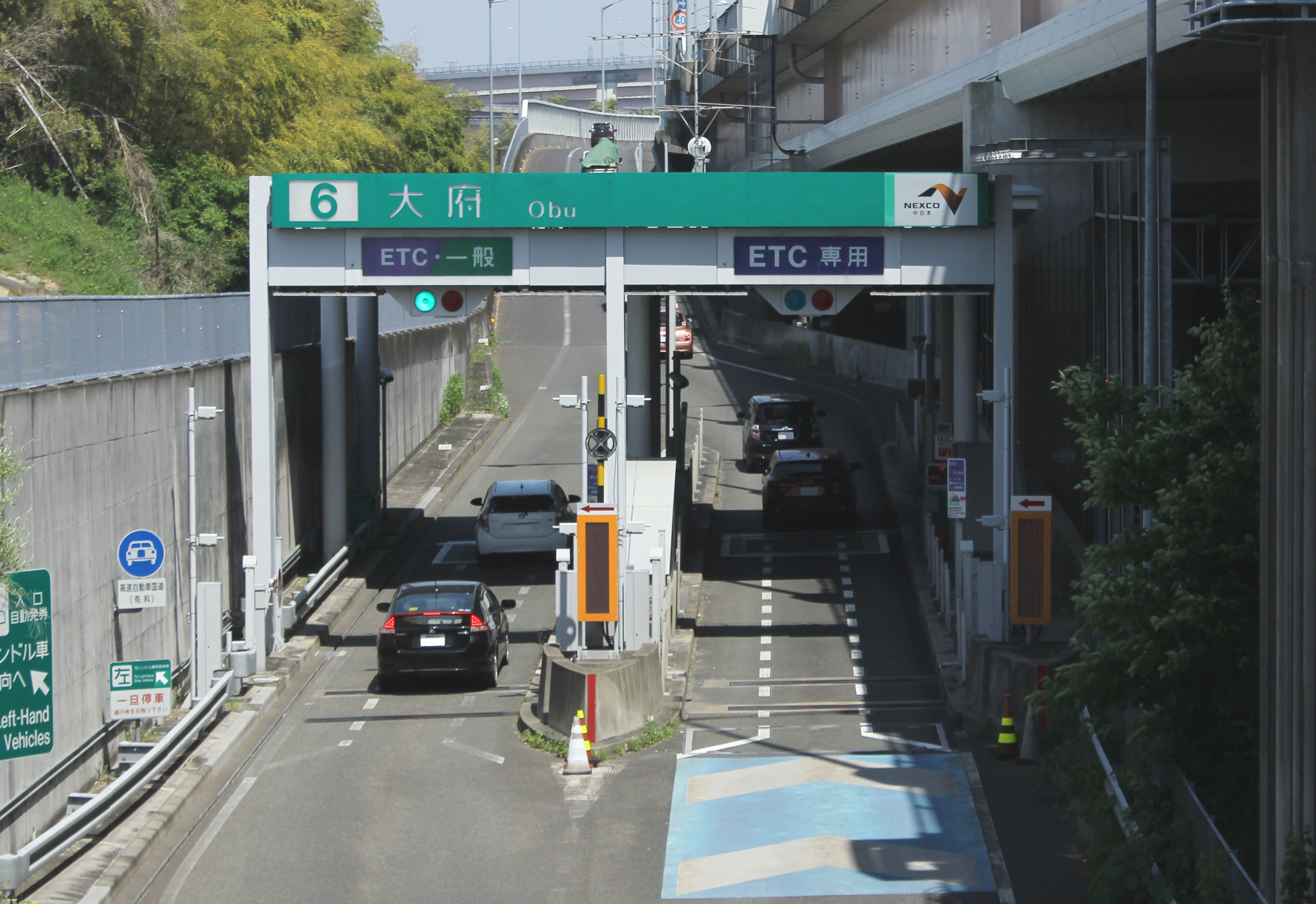
第一料金所（豊田方面入口）。

入口
- レーン数：2[10]
  - ETC専用：1
  - ETC/一般：1

出口
- レーン数：3（1本休止）[10]
  - ETC専用：1
  - 一般：1

### 第二料金所（四日市方面）

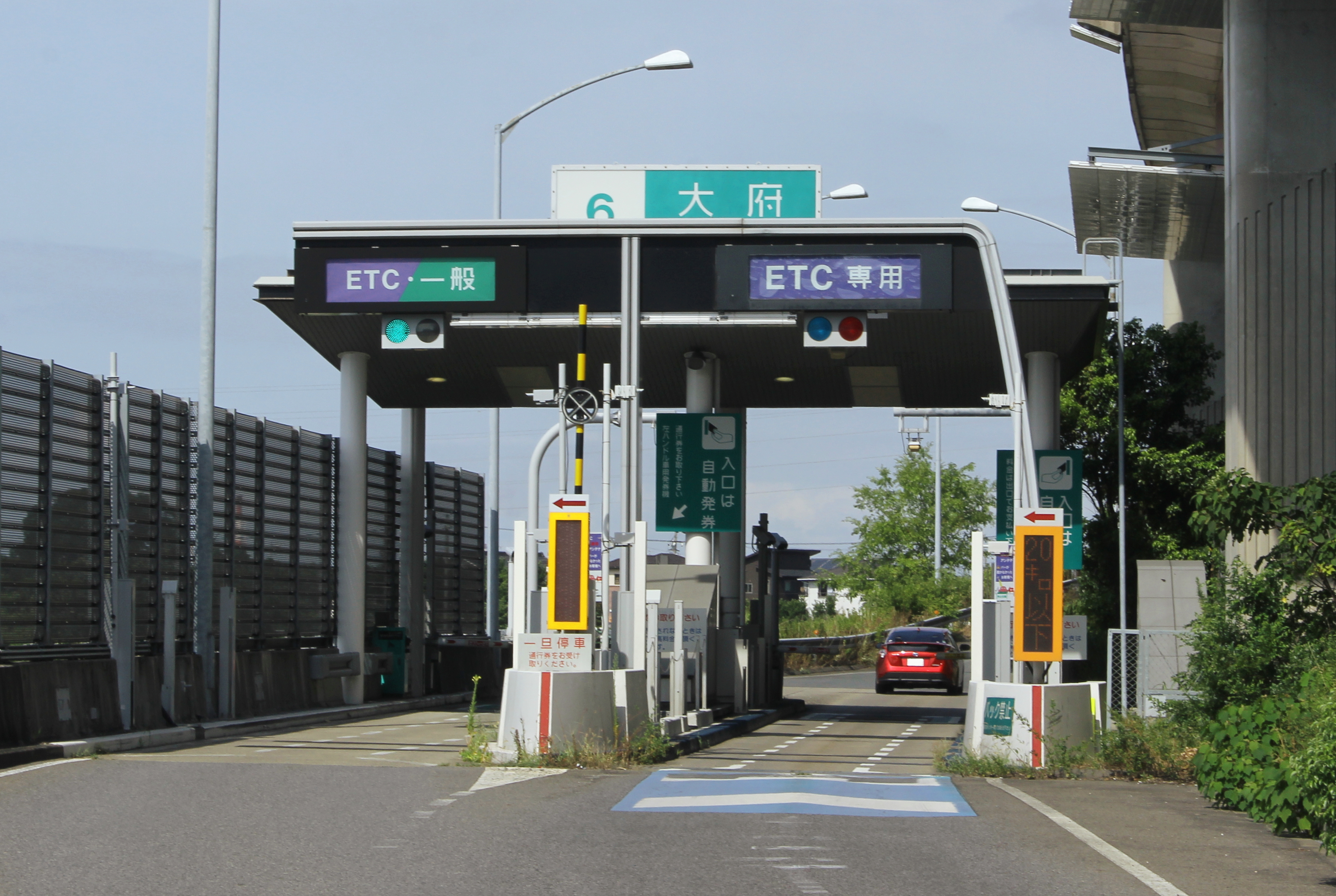
第二料金所（四日市方面入口）。

入口
- レーン数：2[10]
  - ETC専用：1
  - ETC/一般：1

出口
- レーン数：2[10]
  - ETC専用：1
  - 一般：1

## 隣
E1A 伊勢湾岸自動車道
(5) 名古屋南IC/JCT - (6) 大府IC - (7) 東海IC / (7-1) 東海JCT